# Molopanthera
Molopanthera là một chi thực vật có hoa trong họ Thiến thảo (Rubiaceae).

## Loài
Chi Molopanthera gồm các loài: